# Maria von Geldern (Herzogin, † nach 1428)

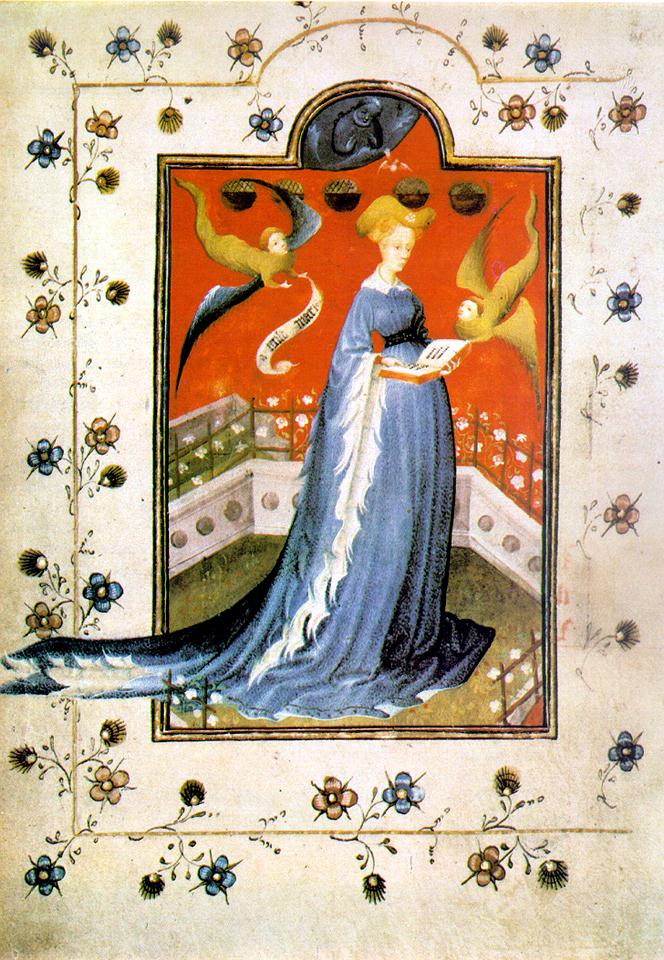
Allegorische Darstellung Marias aus dem sogenannten „Stundenbuch der Maria d’Harcourt“; ms. germ. quart. 42, fol. 19v

Maria von Jülich-Geldern, geborene Marie d’Harcourt (* 24. Februar 1380 in La Saussaye; † zwischen 1428 und 1434) war ab 1405 Herzogin von Jülich und Geldern. Sie ist vor allem durch das Stundenbuch bekannt, das sie anfertigen ließ und das als einer der bedeutendsten Kunstschätze aus dem spätmittelalterlichen Herzogtum Geldern angesehen wird.

## Jugend
Maria von Jülich-Geldern wurde geboren als Marie d’Harcourt in der Normandie als Tochter von Johann VI. († 1388), Graf von Harcourt und Aumale, und seiner Frau Katharina von Bourbon (1342–1427), eine Tochter des Herzogs Pierre I. de Bourbon. Sie war das achte von neun Kindern und eine angeheiratete Nichte der beiden Brüder König Karl VI. von Frankreich (Karl der Wahnsinnige) und Herzog Ludwig von Orléans.
Über ihre Jugend ist nur wenig bekannt. Ab etwa 1397 hielt sie sich am Hof Herzog Ludwigs von Orléans auf als Hofdame seiner Gemahlin, Valentina Visconti, einer Tochter des Mailänder Herzogs Gian Galeazzo Visconti. In diesen Jahren wurde Karl von Orléans geboren, ältester Sohn Ludwigs und Valentinas, der vor allem noch bekannt ist durch die Gedichte, die er während seiner Kriegsgefangenschaft in London schrieb. Marie d’Harcourt war einbezogen in seine Erziehung.

## Eheschließung
Am 5. Mai 1405 heiratete Marie d’Harcourt Herzog Rainald IV. von Jülich-Geldern, Graf von Zutphen. Ort der Eheschließung war Crécy. Ludwig von Orléans zahlte eine sehr hohe Mitgift von 30.000 Goldschilden, die bei Kinderlosigkeit zurückgezahlt werden sollten. Die Heirat diente dazu, das politische Band zwischen Frankreich und dem jülich-geldrischen Herzogtum zu festigen, Marias Aufgabe war es, für einen legitimen Erben sorgen. Rainald IV. hatte zwar mehrere Kinder, die aber alle illegitim waren und nicht für eine Erbschaft in Betracht kamen.
Das Projekt dieser politischen Zweckheirat scheiterte, weil bereits im Jahr 1407 durch den Mord an Ludwig von Orléans die wechselseitigen politischen Interessen wegfielen und weil Ende 1410 deutlich wurde, dass Maria ihrem Mann keine Kinder würde schenken können. Hierdurch drohte das Haus Geldern-Jülich auszusterben. Am 25. Juni 1423 verstarb Rainald plötzlich bei Terlet in der Veluwe, als er zu Pferd von Hattem zu seiner Burg Rosendael (nordöstlich von Arnheim) unterwegs war. Damit war das Ende der Dynastie besiegelt.
Die Folge war ein Erbfolgestreit. Die Stände Gelderns beschlossen unter Leitung Nijmegens einmütig, den minderjährigen Arnold von Egmont als neuen Herzog zu wählen. Sie negierten die Ansprüche Adolfs von Berg, der von Rainald bevorzugt worden war und durch den deutschen König unterstützt wurde. Maria wurde nicht länger als Herzogin von Geldern akzeptiert und zog sich auf ihr Wittum im Herzogtum Jülich zurück. 1426 heiratete sie den zwanzig Jahre jüngeren Jungherzog Ruprecht von Jülich-Berg, Sohn Herzog Adolfs von Jülich-Berg, der mit dieser Ehe seinen Anspruch auf das Herzogtum Geldern bekräftigen wollte. Für diese eheliche Verbindung wurde ein päpstlicher Dispens erlassen.
Marias genaues Sterbedatum ist unbekannt. Das letzte bekannte Dokument von ihr ist ein Brief vom 9. Oktober 1428. 1431 wurde ihrer mit einem Seelenamt gedacht. Also dürfte sie im Jahre 1428 oder danach, aber vor 1431 verstorben sein. Auch ist nicht bekannt, wo sie begraben wurde, obschon gelegentlich Nideggen als Begräbnisort genannt wurde. Aus einem Brief von 1431 geht allerdings hervor, dass sie dort nicht begraben sein kann. Johan Oosterman hält die Klosterkircher der Abtei Altenberg, den Altenberger Dom, das Mausoleum der Grafen und Herzöge von Berg, für eine mögliche letzte Ruhestätte.

## Stundenbuch
Maria von Geldern ist vor allem bekannt durch ihr Stundenbuch, das sie anfertigen ließ. Skriptor dieser Handschrift war ein Mönch des Klosters Marienborn bei Arnheim, Helmich de Leev. Er vollendete das Werk am 23. Februar 1415. Es wurde von einer ganzen Reihe von Buchmalern bebildert. Wo genau diese arbeiteten, ist nicht bekannt, es kommen sowohl Nijmegen als auch Utrecht in Betracht.
Das Stundenbuch der Maria von Jülich-Geldern ist mit über 900 Blättern sehr umfangreich und außerordentlich reich illuminiert. Im Lauf der Jahrhunderte wurden etliche der Miniaturen aus dem Buch herausgeschnitten. Im heutigen Zustand enthält es noch 106 Miniaturen, und nahezu alle Seiten sind mit Randbemalungen wie z. B. Bordüren ausgeschmückt.  Damit stellt es ein Hauptwerk der niederländischen Miniaturmalerei des frühen 15. Jahrhunderts dar. Seit 2015 ist es Gegenstand eines umfassenden Forschungsprojekts, an dem die Radboud-Universität Nijmegen und die Staatsbibliothek zu Berlin zusammen arbeiten. Im Oktober 2018 wurde auf Veranlassung dieser Institutionen im Museum Het Valkhof in Nijmegen eine große Ausstellung unter dem Titel „Ik, Maria van Gelre“ eröffnet.